# Pio La Torre

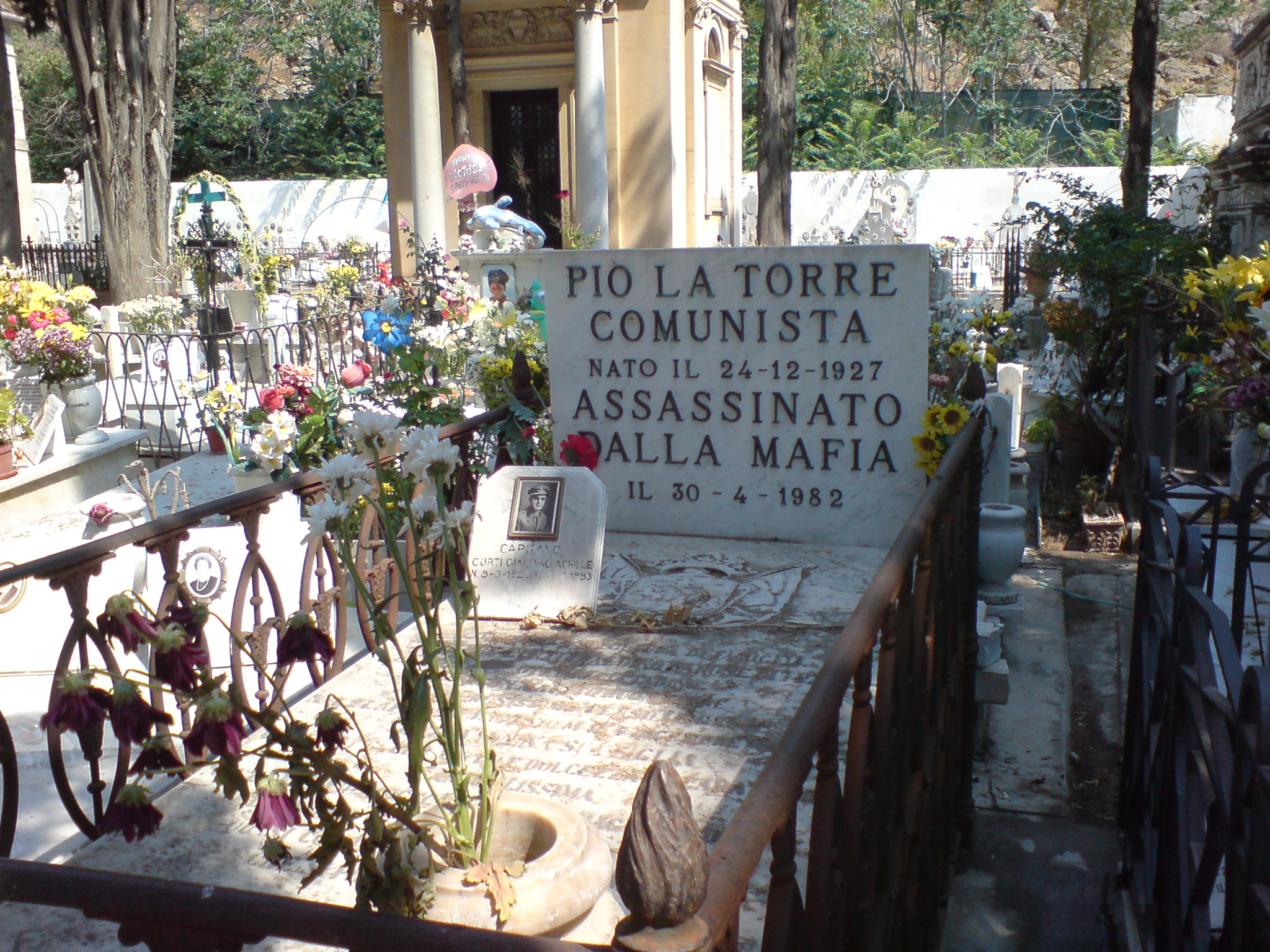
Tumba de Pio La Torre

Pio La Torre (Palermo, 24 de diciembre de 1927 – 30 de abril de 1982) fue un político italiano, asesinado por la mafia.
Comenzó como sindicalista en la Confederación General Italiana del Trabajo para después adherirse al Partido Comunista Italiano. En 1960 entra en el Comité Central del PCI y en 1962 es elegido secretario regional de Sicilia. En 1969 se traslada a Roma. Tres años después es elegido diputado. En el Parlamento de Italia destaca por su radical oposición a la mafia.
En 1981 decide volver a Sicilia para asumir el puesto de Secretario Regional. Sus mayores batallas fueron contra la instalación de una base militar en Comiso y contra la especulación económica. La mañana del 30 de abril de 1982, La Torre estaba acercándose en coche a la sede del partido junto a Rosario Di Salvo. Al coche se acercaron dos motos de gran cilindrada con algunos hombres que dispararon a los dos políticos. La Torre murió al instante. Su entierro se convirtió en una masiva manifestación contra la mafia. Además, su muerte fue recordada por el presidente Sandro Pertini.
En 1991 un tribunal de Palermo consideró que el asesinato había sido ordenado por la cúpula de la Cosa Nostra. En 1992, un mafioso arrepentido, Leonardo Messina, aseguró que la muerte de La Torre había sido ordenada por Totò Riina.
- Datos: Q1696807